# Адуатуки
Адуатуките (на латински: Aduatici, Aduatuci, Aduatuker, Atuatuker; на старогръцки: Ἀτουατικοί Atouatikoi) са германски народ в местността на Атуатука Тунгрорум (Atuatuca Tungrorum), днешен Тонгерен (Белгия) между Шелда и Маас.
Адуатуките се споменават в De Bello Gallico от Гай Юлий Цезар. Според Цезар те са потомци на кимврите и тевтоните. 
Ебуроните им плащали трибути.